# Jongliberalen
Jongliberalen (tot juli 2024 Jong VLD) is de jongerenorganisatie van de Vlaamse Liberalen en Democraten (Open Vld), een Belgische politieke partij. Het is een onafhankelijke politieke jongerenorganisatie die de liberale ideologie wil uitdragen en jongeren wil motiveren om kennis te maken met de politiek. Jongeren van 14 tot 35 jaar kunnen lid worden. Jongliberalen is actief op lokaal, provinciaal, nationaal en internationaal niveau.

## Geschiedenis

### Ontstaan
De voorloper van de Jongliberalen was de Liberale Jonge Wachten (1872-1961). Deze liberale jongerenvereniging vond haar oorsprong in stedelijke studentenkringen. De eerste afdeling van de Jonge Wachten werd opgericht in 1872 in Antwerpen. Al snel volgden andere lokale afdelingen, die onafhankelijk van elkaar opereerden. In 1904 werd een overkoepelend Nationaal Verbond der Liberale Jonge Wachten (NVJW) opgericht. In 1907 waren reeds 97 afdelingen aangesloten bij dit Nationaal Verbond.

### Werking
Doel van de Liberale Jonge Wachten was het verdedigen en verspreiden van de liberale idealen. Dit gebeurde door tal van activiteiten, zoals deelname aan congressen en kiescampagnes, organisatie van galabals en diners ten voordele van liefdadigheidsdoelen. In 1923 kreeg de vereniging een aantal zetels in de Landsraad van de Liberale Partij.
Door verschillende naamsveranderingen evolueerden de Liberale Jonge Wachten na de Tweede Wereldoorlog tot het huidige Jongliberalen.
Tal van bestuursleden van de Liberale Jonge Wachten werden later bekende liberale politici, zoals Frans Grootjans en Willy De Clercq.

## Voorzitters
| Federatie Verbond der Liberale Jeugd van België (1950-1962)     | Federatie Verbond der Liberale Jeugd van België (1950-1962) |
| Voorzitter                                                      | Periode                                                     |
| --------------------------------------------------------------- | ----------------------------------------------------------- |
| Jean Van Crombrugge                                             | 1950-1953                                                   |
| Franz Janssens                                                  | 1953-1954                                                   |
| Frans Grootjans                                                 | 1954-1957                                                   |
| Willy De Clercq                                                 | 1957-1958                                                   |
| Jacques Waefelaer                                               | 1958-1960                                                   |
| Pierre Cabuy                                                    | 1961                                                        |
| Francis Moulaert                                                | 1961-1963                                                   |
| Nationaal Jeugdverbond voor Vrijheid en Vooruitgang (1962-1971) |                                                             |
| Herman De Croo                                                  | 1963-1966                                                   |
| Jean-Pierre Poupko                                              | 1966-1968                                                   |
| Charles Petitjean                                               | 1968-1970                                                   |
| Gustaaf Van Wichelen                                            | 1970-1972                                                   |
| Jean Ghislain                                                   | 1972-1974                                                   |
| PVV-Jongeren (1971-1992)                                        |                                                             |
| Willy Schollaert                                                | 1971-1974                                                   |
| Freddy Neyts                                                    | 1974-1976                                                   |
| Piet Jassogne                                                   | 1976-1977                                                   |
| Karel De Gucht                                                  | 1977-1979                                                   |
| Guy Verhofstadt                                                 | 1979-1982                                                   |
| Alfons Van Hauter                                               | 1982-1985                                                   |
| Jan Nolf                                                        | 1985-1986                                                   |
| Geert Versnick                                                  | 1986-1991                                                   |
| Guy Serraes                                                     | 1991-1993                                                   |
| Jong VLD (1993-2024)                                            |                                                             |
| Didier De Buyst                                                 | 1993-1994                                                   |
| Eric Finé                                                       | 1994-1996                                                   |
| Peter Reekmans                                                  | 1996-1998                                                   |
| Koen Minne                                                      | 1997                                                        |
| Jo De Ro                                                        | 1998-1999                                                   |
| Ronny Slootmans                                                 | 1999-2002                                                   |
| Stefaan Noreilde                                                | 2002-2003                                                   |
| Dewi Van De Vyver                                               | 2003-2005                                                   |
| Edward Roosens                                                  | 2005-2007                                                   |
| Philippe De Backer                                              | 2007-2010                                                   |
| Wim Aerts                                                       | 2010-2011                                                   |
| Frederick Vandeput                                              | 2011-2013                                                   |
| Bert Schelfhout                                                 | 2013-2015                                                   |
| Maurits Vande Reyde                                             | 2015-2017                                                   |
| Hans Maes                                                       | 2017-2019                                                   |
| Tess Minnens                                                    | 2019-2021                                                   |
| Philippe Nys                                                    | 2021-2023                                                   |
| Sepp Tyvaert                                                    | 2023-2024                                                   |
| Jongliberalen (2024-heden)                                      |                                                             |
| Sepp Tyvaert                                                    | 2023-heden                                                  |

## Activiteiten
Jongliberalen organiseert een breed scala aan activiteiten, zoals:
- actuadebatten
- themadebatten rond 4 seizoensthema's per jaar
- congressen
- een seizoensuniversiteit

Jongliberalen is evenals zijn Waalse tegenhanger Jeunes MR lid van European Liberal Youth (LYMEC), de liberale jongerenorganisatie van Europa.

## Bestuur
Nationaal is Jongliberalen opgezet als een vzw. Tweejaarlijks worden verkiezingen georganiseerd. De verkozen Voorzitter en 30 verkozen leden (3 per provincie, 15 per Vlaamse kieskring), worden aangevuld met de vorige voorzitters die nog lid zijn, en vormen de algemene vergadering. Deze AV komt enkele keren per jaar bij elkaar om de statuten te wijzigen, nieuwe bestuurders te benoemen, de jaarrekening goed te keuren, en een aantal andere administratieve taken. De raad van bestuur bestaat uit de 30 democratisch verkozen leden (3 per provincie, 15 per Vlaamse kieskring), plus een voorzitter en eventueel gecoöpteerde bestuurders. De RvB neemt alle beslissingen die niet als dagelijkse handelingen kunnen beschouwd worden en komt in principe elke maand samen (behalve in juli). Omdat Jongliberalen een democratische organisatie is staat deze vergadering open voor alle leden. Uit dit bestuur vormen momenteel 9 bestuurders het kernbestuur. De bestuursleden zijn allen vrijwilligers in de organisatie. Een bestuursperiode duurt 2 jaar. 

### Kernleden
De Kern wordt verkozen uit de RvB en voert de taken van dagelijks bestuur uit. De leden hebben elk een specifieke taak. Sinds 2023 zijn dit:
- Voorzitter: Sepp Tyvaert
- Ondervoorzitter: Brent Usewils
- Secretaris-generaal: Jef Druyts
- Penningmeester: Bjarni Deschuytter
- Politiek Secretaris: Dante Nachtegaele
- Internationaal Politiek Secretaris: Huub Hoven
- Coördinator Lokale Afdelingen: Wannes Van Herreweghen
- Coördinator Communicatie: Wouter Van Dorsselaer